# 阿圖爾·約奧尼塔
阿圖爾·約奧尼塔（羅馬尼亞語：Artur Ioniță；1990年8月17日—）是一位摩爾多瓦足球運動員，場上司职左邊鋒，現效力於意乙球隊比薩，并代表摩尔多瓦參加国际比賽。